# اچ‌ام‌اس سیریوس (۸۲)
اچ‌ام‌اس سیریوس (۸۲) (به انگلیسی: HMS Sirius (82)) یک کشتی است که طول آن ۴۸۵ فوت (۱۴۸ متر) می‌باشد. این کشتی در سال ۱۹۴۰ ساخته شد.